# Regillio Vrede
Regilio Vrede (Paramaribo, 18 gennaio 1973) è un ex calciatore e allenatore di calcio olandese.

## Palmarès

### Competizioni nazionali
- Coppa dei Paesi Bassi: 2

Roda: 1996-1997, 1999-2000